# XTC
Az XTC angol pop/új hullám/rock együttes volt. Tagjai: Andy Partridge, Colin Moulding, Terry Chambers, Barry Andrews és Dave Gregory.
1972-ben alakultak meg Swindon-ban. Eleinte "Star Park" illetve "Helium Kidz" volt a nevük.
Az XTC Apple Venus Volume 1 című lemeze bekerült az 1001 lemez, amit hallanod kell, mielőtt meghalsz című könyvbe. A Go 2 című albumuk borítóján egy szatirikus jellegű, hosszú szöveg található, amely felkeltette a figyelmet.
Karrierjük alatt 14 stúdióalbumot dobtak piacra. 2006-ban feloszlottak, Colin Moulding elmondása szerint azért, mert már nem érdekli őt a zenekészítés.
Zeneileg punk rockot, pop-rockot, új hullámos zenét, post-punkot, art-rockot és progresszív popot játszottak.
Sokan a Britpop műfaj feltalálójaként azonosítják az XTC-t.
Eredetileg a "The Dukes of Stratosphere", "Terry and the Lovemen" és "The Three Wise Men" neveket vették számításba a tagok, végül egy film hatására XTC lett a nevük. A név egy Jimmy Durante filmből származik, amelyben Jimmy a következőt mondta: "That's it, I'm in ecs-ta-sy!" Az "ecstasy" szó kiejtése nagyjából megegyezik az "XTC" betűk angol kiejtésével, így lett ez a nevük.

## Diszkográfia
- White Music (1978)
- Go 2 (1978)
- Drums and Wires (1979)
- Black Sea (1980)
- English Settlement (1982)
- Mummer (1983)
- The Big Express (1984)
- 25 O'Clock (The Dukes of Stratosphear néven) (1985)
- Skylarking (1986)
- Psonic Psunspot (1987, The Dukes of Stratosphear néven)
- Oranges and Lemons (1989)
- Nonsuch (1992)
- Apple Venus Volume 1 (1999)
- Wasp Star (Apple Venus Volume 2) (2000)